# Dry Creek Township (comté de Howell, Missouri)
Dry Creek Township est un ancien township du comté de Howell dans le Missouri, aux États-Unis,.
Il est fondé avant 1873 et baptisé en référence à un cours d'eau du même nom.

## Source de la traduction
- (en) Cet article est partiellement ou en totalité issu de l’article de Wikipédia en anglais intitulé « Dry Creek Township, Howell County, Missouri » (voir la liste des auteurs).